# AC St. Louis
Der Athletic Club of St. Louis (kurz: AC St. Louis) ist ein ehemaliger US-amerikanischer Fußballfranchise in St. Louis. Das 2009 gegründete Team spielte seine erste und einzige Saison in der NASL-Conference der USSF Division 2 Professional League, der während der Saison 2010 zweithöchsten Liga der USA und Kanada.
Die USSF D2 Pro League war eine temporäre Fußballliga, die nur für die Saison 2010 Bestand hat. Sie wurde von der United States Soccer Federation eingesetzt, als Kompriss zwischen USL und NASL.

## Geschichte
Ursprünglich wollte der Teambesitzer Jeff Cooper ein Team für die Major League Soccer gründen. Zusammen mit der von Cooper angeführten Investment Gruppe St. Louis Soccer United (SLSU) sollte der Profifußball Einzug in den Großraum St. Louis halten. In Collinsville (Illinois) sollte der bereits in Planung stehende Collinsville Soccer Complex errichtet werden.
Die MLS lehnte einen ersten Vorschlag ab, aufgrund der wenigen finanziellen Mittel, welche die SLSU aufbringen konnte, stimmte aber zu wenn Cooper seinen Investorengruppe vergrößerte. Nachdem aber auch die Preise für ein MLS-Franchise anstiegen, entschied Cooper sich doch gegen die MLS.
Im November 2009 änderte er St. Louis Soccer United in den Athletic Club of St. Louis um. Cooper war auch der Initiator für eine Neuauflage der North American Soccer League. Damit wollte er Alternative zum bestehenden System der United Soccer Leagues gründen. Viele Vereine der USL First Division schlossen sich seinem Vorschlag an. Nach einer sehr hitzigen Gerichtsverhandlung mit der USL, entschied die USSF die NASL als unzulässig. Gleichzeitig verfügte der Verband aber, dass beide Interessengemeinschaft zusammen einen Vorschlag für einen Ligabetrieb in der Saison 2010 ausarbeiten.
So wurde am 7. Januar 2010 die USSF Division-2 Professional League vorgestellt, wo sowohl USL als NASL Vereine spielen dürfen. St. Louis spielt in der NASL-Conference.
Aufgrund von finanziellen Schwierigkeiten musste im Mai 2010 die Frauenmannschaft St. Louis Athletica eingestellt werden. Zu dieser Zeit war Cooper bemüht, die finanzielle Zukunft der Saints zu sichern.
Am 25. Juni 2010 wurde der erste Trainers des Fußball-Franchises aus St. Louis, Claude Anelka, entlassen. Sein Nachfolger war Dale Schilly. St. Louis schloss seine erste Saison auf dem fünften Platz in der NASL Conference ab. Die Play-offs erreichte die Mannschaft nicht. Im Lamar Hunt U.S. Open Cup unterlagen sie im Achtelfinale gegen Los Angeles Galaxy.
Nach der ersten Saison wollte Cooper das Franchise verkaufen. Da die finanzielle Situation keine weiteren Spielbetrieb zuließ und kein Käufer gefunden werden konnte, wurde AC St. Louis im Januar 2011 aufgelöst.

## Kader
Diese Spieler stellten beim letzten Spiel von St. Louis die Mannschaft.
| Nr. |                         | Position | Name              |
| --- | ----------------------- | -------- | ----------------- |
| 1   | Vereinigte Staaten      | TW       | Alec Dufty        |
| 2   | Vereinigte Staaten      | AB       | Zach Bauer        |
| 3   | Vereinigte Staaten      | MF       | Troy Cole         |
| 4   | Vereinigte Staaten      | AB       | Tim Velten        |
| 5   | Vereinigte Staaten      | AB       | Jack Traynor      |
| 6   | Vereinigte Staaten      | AB       | John Lesko        |
| 7   | Vereinigte Staaten      | MF       | Luke Kreamalmeyer |
| 8   | Trinidad und Tobago     | AB       | Anthony O’Garro   |
| 9   | Bosnien und Herzegowina | ST       | Elvir Kafedžić    |
| 10  | Vereinigte Staaten      | MF       | Hagop Chirishian  |
| 11  | Vereinigte Staaten      | MF       | Chris Salvaggione |

| Nr. |                    | Position | Name             |
| --- | ------------------ | -------- | ---------------- |
| 12  | Armenien           | MF       | Gilbert Pogosyan |
| 13  | Brasilien          | MF       | Gauchinho        |
| 15  | Vereinigte Staaten | ST       | Mike Ambersley   |
| 17  | Vereinigte Staaten | MF       | Brad Stisser     |
| 20  | Vereinigte Staaten | MF       | Jeff Cosgriff    |
| 21  | Vereinigte Staaten | AB       | Mark Bloom       |
| 22  | Vereinigte Staaten | TW       | Chad Becker      |
| 23  | Vereinigte Staaten | MF       | Ryan Moore       |
| 24  | Brasilien          | ST       | Alex Titton      |
| 26  | Vereinigte Staaten | AB       | Dillon Barna     |
| 31  | Vereinigte Staaten | MF       | Michael Videira  |

## Bekannte bisherige Spieler
- Steve Ralston (2010)

## Trainer
- Claude Anelka (2009–2010)
- Dale Schilly (2010)

## Stadion
Das Fußball-Franchise hat seine Heimspiele im Anheuser-Busch Center in Fenton, Missouri ausgetragen. Die als Soccer Park bezeichnete Spielstätte fasst 5.500 Zuschauer und hat neben einem Fußballfeld noch vier weitere Plätze für Lacrosse, Hockey und andere Sportarten.

## Saisonstatistik
| Jahr | Liga               | Regular Season | Playoffs           | US Open Cup  |
| ---- | ------------------ | -------------- | ------------------ | ------------ |
| 2010 | USSF D2 Pro League | NASL 5. Platz  | nicht qualifiziert | Achtelfinale |